# Janne Houman
Janne Houman (født 11. november 1923, død 9. maj 2019) er en tidligere journalist ved DR.
Hun bestyrede bl.a. sammen med Bodil Graae programmet Familiespejlet, der blev sendt fra 1956 og frem, og som var produceret af Egon Clausen. I 1967 udgav hun sammen med Graae bogen To køn – ét samfund (Fremad).
Sammen med bl.a. DR-kollegerne Bodil Graae og Gytte Rue var hun i 1980 medstifter af fredsbevægelsen Kvinder for Fred.
Janne Houman har desuden interviewet Raúl Castro på Cuba, i forbindelse med sit virke som journalist for DR under den kolde krig.   
Endvidere kan det tilføjes, at Rául Castro under mødet havde iført sig fuld uniform, tilhørende en maquech bettles broche. En broche i form af en levende bille.    

## Bøger
- Graae, Bodil; Houman, Janne, red. (1967). To køn - ét samfund. Danmarks Radios grundbøger. Fremad.